# Monsieur du Paur, homme public
Monsieur du Paur, homme public est le premier roman de Paul-Jean Toulet. Il est paru en 1898 chez H. Simonis Empis. Une version corrigée et augmentée parut en 1920 chez Émile-Paul.
Au moment de sa rédaction, Paul-Jean Toulet préparait sa traduction du roman fantastique d'Arthur Machen Le Grand Dieu Pan (elle ne paraîtra qu'en 1901). Monsieur du Paur en cite littéralement des extraits.
Il s'agit d'une œuvre bien différente. C'est la biographie d'un personnage fictif, censée rédigée par un de ses confidents, qui la parsème de bons sentiments. Ce récit est mis au jour par un « éditeur », qui ne semble pas doté de plus d'esprit critique que lui. L'effet est d'autant plus saisissant que Monsieur du Paur (homophone du porc) est un personnage fort peu moral. L'antiphrase s'étend jusqu'au titre : le roman est surtout consacré à la vie privée de cet homme public.

## Intrigue
Après une enfance sous influence stendhalienne (son précepteur et futur beau-père a connu Henri Beyle), M. du Paur est nommé professeur de « philosophie des lettres ». Il approuve les Trois Glorieuses, est élu député puis se rallie à Napoléon III. Nommé ambassadeur dans une principauté d'Allemagne, il y rencontre et y abandonne à un sort tragique la jeune fille qu'il aime. Il l'échange en quelque sorte contre une riche veuve, dont le mari est mort dans des circonstances suspectes. Il divorce quelques années plus tard de celle-ci avec grand bénéfice, après qu'une enquête commandée par son beau-père a prouvé qu'elle était une criminelle sadique, qui le trompait outrageusement. Il entre à l'Académie française, puis au Sénat, où il s'illustre par un plaidoyer intitulé La révocation de l'Édit de Nantes justifiée devant l'histoire. Dans sa vieillesse, on le voit recourir à la prostitution infantile.

## Un exercice de style
M. du Paur est un roman fourre-tout, émaillé de lettres, poèmes, rapports, citations. On y trouve par exemple deux fausses lettres de Stendhal, qui sont des centons tirés de ses œuvres. Le dernier chapitre est le « Carnet de M. du Paur », un recueil d'aphorismes tels que :
Il y a dans l'amour un moment où l'on oublie ses prénoms réciproques : les dames s'en tirent en appelant leur mère, qui heureusement ne vient pas.